# Alluaudinella stuckenbergi
Alluaudinella stuckenbergi är en tvåvingeart som beskrevs av Paterson 1960. Alluaudinella stuckenbergi ingår i släktet Alluaudinella och familjen husflugor.
Artens utbredningsområde är Madagaskar. Inga underarter finns listade i Catalogue of Life.